# Agaroza
Agaroza – polisacharyd będący polimerem pochodnych galaktozy, otrzymywany przez oczyszczanie z agaru jadalnego. Agaroza jest łatwo rozpuszczalna w wodzie, w temperaturze pokojowej odwracalnie tworzy żel. Temperatura przejścia żelu w zol (potocznie topnienie agarozy) jest wyższa od temperatury zestalania (histereza).

## Zastosowania agarozy
Agaroza ma zastosowanie w technikach analitycznych i preparatywnych biologii molekularnej. Żel agarozowy służy jako podłoże do elektroforetycznego rozdzielania kwasów nukleinowych. Zmodyfikowana chemicznie agaroza służy jako podłoże w chromatografii powinowactwa oraz jako sito molekularne (sito cząsteczkowe). Żel agarozowy wykorzystuje się też do unieruchamiania preparatów do sekcji na mikrotomie. Zdolność komórek do wzrostu na podłożu z miękkiego żelu agarozowego jest jednym z testów na transformację nowotworową.